# Palazzo Chigi-Odescalchi
Palazzo Chigi-Odescalchi è un palazzo di Roma, ubicato in piazza Santi Apostoli.

## Storia
L'edificio originario, rimaneggiato da Carlo Maderno, apparteneva alla famiglia Colonna, che nel 1622 lo vendette ai Ludovisi, per poi riacquistarlo pochi anni dopo.
Nel 1661 il palazzo, ceduto in usufrutto al cardinale Flavio Chigi, fu oggetto di una significativa trasformazione ad opera di Gian Lorenzo Bernini (1665 circa).
Nel 1745 l'immobile passò al principe Baldassare Odescalchi e quindi fu ampliato da Nicola Salvi e Luigi Vanvitelli.
Tuttavia, nel 1887 il palazzo fu danneggiato da un incendio: la facciata su piazza Santi Apostoli fu restaurata, mentre il prospetto su via del Corso fu ricostruito da Raffaello Ojetti.

## Descrizione
Particolarmente significativa è la parte originaria del palazzo, la cui facciata fu ideata dal Bernini. Infatti, tale facciata seicentesca può essere considerata un vero e proprio modello per i prospetti dei palazzi barocchi italiani ed europei.
Bernini, infatti, la ripropose anche in un suo progetto per la facciata del Louvre, poi non realizzata. Tale progetto fu poi alla base di importanti realizzazioni come il Palazzo Reale di Stoccolma disegnato da Nicodemus Tessin il Giovane, che studiò proprio presso lo studio del Bernini.
Prima dei successivi ampliamenti, essa presentava un risalto nella parte centrale, definito mediante lesene giganti e coronato da una balaustra alla sommità.
Tale risalto fu celato nel corso del Settecento, quando la facciata fu raddoppiata, riprendendo però lo stile del disegno berniniano.
Essa risulta aperta da due portali, dai quali si accede al cortile porticato realizzato da Carlo Maderno, ornato con numerose statue.
Decisamente eclettica la facciata su via del Corso, edificata in stile neorinascimentale sul modello dei palazzi fiorentini del XV secolo.

## Teatro Odescalchi
Il Teatro Odescalchi nacque all'interno dell'omonimo palazzo nel 1914 e fu sede del Teatro dei Piccoli fondata da Vittorio Podrecca, commissionato all'architetto Virgilio Marchi dalla Compagnia del Teatro d'Arte di Roma di Luigi Pirandello.